# 夏倍上校
《夏倍上校》（Le Colonel Chabert）是巴尔扎克的一部小说，现在的版本完成于1844年，初版写成于1832年（以《和解》为题发表在《艺术家》杂志上），1847年在《立宪主义者报》文学增刊再度连载。后来该小说被列入《人间喜剧》的“巴黎生活场景”之中，再版时列入“私人生活场景”。它是对拿破仑时代老兵的一曲颂歌。
夏倍上校在《人间喜剧》的其他小说中未出场，只是在《搅水女人》中Philippe Bridau提到上校在埃勞战役中的光荣事迹。其他的人物在之前和之后的小说中均有出现，尤其是包括但维尔先生在内的律师们。

## 劇情簡介
夏倍是一名倍受拿破崙讚賞的騎兵軍官，在慘烈的埃勞戰役中，他被人誤以為陣亡於沙場，過了數年他費盡千辛萬苦回到法國，卻發現物是人非，妻子改嫁給一名暴發戶，財產也被其奪走，為了拿回屬於自己的頭銜與一切， 於是雇用了一位名叫但维尔(Derville)的律師幫他討回公道。